# Käthe Kollwitz
Käthe Schmidt Kollwitz (født 8. juli 1867 i Königsberg, død 22. april 1945 i Moritzburg) var en tysk tegner, grafiker og skulptør, der hørte til de mest betydningsfulde kunstnere i 1900-tallets Tyskland. Hun nåede at skabe i alt 274 grafiske værker, 19 bevarede skulpturer og omkring 1450 tegninger.
Kollwitz blev uddannet fra en kunstskole for kvinder i Berlin og studerede senere ved en lignende skole i München. Hun blev gift med lægen Karl Kollwitz, og parret bosatte sig i det fattige arbejderkvarter Prenzlauer Berg i Berlin. Hendes oplevelser her under og efter 1. verdenskrig resulterede i hendes mest velkendte tegninger, litografier og ætsninger med kvinders og børns lidelser som det primære motiv. Under krigen mistede hun sin søn, hvilket påvirker hendes billeder stærkt. Hun portrætterede den spirende arbejderbevægelse, krig og død, fortvivlelse og sorg. Efter 1910 arbejdede hun mere med skulptur end grafik, men også senere udførte hun litografier og træsnit. I 1919 blev hun medlem af og professor ved Akademie der Künste, men blev af nazisterne tvunget til at forlade sin post i 1933. I 1936 fik hun også forbud mod at udstille sine værker. Hun fortsatte dog med produktionen, men flyttede i 1943 fra Berlin til først Nordhausen og senere Moritzburg, i nærheden af Dresden.
Hendes breve og dagbøger blev udgivet i 1948. I Prenzlauer Berg findes desuden gade og en plads opkaldt efter hende, tæt ved hendes tidligere bopæl.
I Berlinbydelen Charlottenburg findes Käthe-Kollwitz-Museum, der rummer over 200 af hendes arbejder, bl.a. mange selvportrætter. Men den største samling arbejder har dog Käthe-Kollwitz-Museum i Köln. Desuden findes et museum kaldet Käthe-Kollwitz-Haus i Moritzburg.

## Værker i uddrag
- Et væveroprør (Grafik, 1894-98)
- Bondekrigen (Grafik, 1902-08)
- Krig (Trænsit, 1920-24)
- Far og mor (Skuplturer, 1931)
- Døden (Litografier, 1934-36)
- Mutter mit totem Sohn (1937-1938, kopi opstillet i Neue Wache)